# Kreis Bernburg
| Kreis Bernburg                                         | Kreis Bernburg                            |
| ------------------------------------------------------ | ----------------------------------------- |
| Wappen                                                 |                                           |
| Bezirk der DDR                                         | Halle                                     |
| Kreisstadt                                             | Bernburg                                  |
| Fläche                                                 | 389 km² (1989)                            |
| Einwohner                                              | 75.754 (1989)                             |
| Bevölkerungsdichte                                     | 195 Einwohner/km² (1989)                  |
| Kfz-Kennzeichen                                        | K und V (1953–1990) KC und VC (1974–1990) |
|                                                        |                                           |
| Der Kreis Bernburg im Bezirk Halle (anklickbare Karte) |                                           |

Der Kreis Bernburg war ein Landkreis im Bezirk Halle der DDR. Ab 1990 bestand er als Landkreis Bernburg im Land Sachsen-Anhalt fort. Sein Gebiet liegt heute im Salzlandkreis in Sachsen-Anhalt. Der Sitz der Kreisverwaltung befand sich in Bernburg.

## Geographie
Der Kreis Bernburg lag beiderseits der Saale zwischen Magdeburg und Halle (Saale). Er grenzte im Uhrzeigersinn im Norden beginnend an die Kreise Schönebeck, Köthen, Saalkreis, Hettstedt, Aschersleben und Staßfurt.

## Geschichte
Bereits seit 1863 existierte in Anhalt ein Landkreis Bernburg, der seit 1945 zum Land Sachsen-Anhalt und somit seit 1949 zur DDR gehörte. Am 25. Juli 1952 kam es in der DDR zu einer umfassenden Kreisreform, bei der unter anderem die Länder aufgelöst und durch Bezirke ersetzt wurden.
Der Landkreis Bernburg gab Gebietsteile an die neuen Kreise Schönebeck, Aschersleben, Hettstedt und Staßfurt ab. Aus dem verbliebenen Teil des Landkreises wurde zusammen mit einigen Gemeinden des Saalkreises sowie der Landkreise Köthen, Eisleben und Schönebeck der Kreis Bernburg gebildet. Dieser wurde dem neugebildeten Bezirk Halle zugeordnet.
Am 17. Mai 1990 wurde der Kreis in Landkreis Bernburg umbenannt. Bei der Länderneubildung im Zuge der Wiedervereinigung wurde der Landkreis im Oktober 1990 Teil des Landes Sachsen-Anhalt. Bei der zweiten Kreisreform in Sachsen-Anhalt ging er am 1. Juli 2007 im Salzlandkreis auf.

## Einwohnerentwicklung
| Jahr      | 1960   | 1971   | 1981   | 1989   |
| Einwohner | 93.652 | 91.167 | 80.368 | 75.754 |

## Städte und Gemeinden
Nach der Verwaltungsreform von 1952 gehörten dem Kreis Bernburg die folgenden Städte und Gemeinden an:
| - Aderstedt - Alsleben, Stadt - Altenburg - Baalberge - Beesenlaublingen - Belleben - Bernburg, Stadt - Biendorf - Cörmigk - Edlau | - Gerbitz - Gerlebogk - Gnölbzig - Golbitz - Gramsdorf - Gröna - Großwirschleben - Ilberstedt - Könnern, Stadt - Kustrena | - Latdorf - Leau - Lebendorf - Neugattersleben - Nienburg (Saale), Stadt - Peißen - Piesdorf - Plötzkau - Pobzig - Poley | - Preußlitz - Schackstedt - Strenznaundorf - Trebnitz - Wedlitz - Wiendorf - Wohlsdorf - Zickeritz |

Eingemeindungen bis 1990
- Altenburg, am 14. Juli 1961 zu Nienburg (Saale)
- Gramsdorf, am 1. Januar 1957 zu Pobzig
- Großwirschleben, am 1. Januar 1960 zu Plötzkau
- Kustrena, am 1. Januar 1957 zu Beesenlaublingen
- Leau, am 1. Januar 1957 zu Preußlitz
- Piesdorf, am 14. Juli 1961 zu Belleben

## Wirtschaft
Bedeutende Betriebe im Kreis waren unter anderen:
- VEB Zementwerke Bernburg
- VEB Landmaschinenbau Bernburg
- VEB Spielwaren Bernburg
- VEB Getränkebetrieb Bernburg
- Steinsalzwerk Bernburg
- VEB Sodawerk Bernburg

## Verkehr
Dem überregionalen Straßenverkehr dienten die F 71 Richtung Magdeburg und Halle, die F 185 Richtung Aschersleben und Dessau sowie die F 6 Richtung Quedlinburg und Halle.
Der Kreis Bernburg wurde von den Bahnstrecken Aschersleben–Bernburg–Dessau, Könnern–Bernburg–Calbe und Halle–Könnern–Halberstadt erschlossen.

## Kfz-Kennzeichen
Den Kraftfahrzeugen (mit Ausnahme der Motorräder) und Anhängern wurden von etwa 1974 bis Ende 1990 dreibuchstabige Unterscheidungszeichen, die mit den Buchstabenpaaren KC und VC begannen, zugewiesen. Die letzte für Motorräder genutzte Kennzeichenserie war VG 00-01 bis VG 50-00.
Anfang 1991 erhielt der Landkreis das Unterscheidungszeichen BBG.